# Wilshire 5000
Wilshire 5000 Total Market Index або Wilshire 5000 — фондовий індекс, який є показником ринкової вартості всіх акцій, що активно торгуються в Сполучених Штатах Америки. Станом на 31 грудня 2016 року цей індекс містив лише 3618 компонентів. Цей індекс призначений для вимірювання ефективності більшості публічно продаваних компаній зі штаб-квартирою в Сполучених Штатах Америки з легкодоступними даними про ціну (не враховується інформація про біржову дошку/пенні та акції надзвичайно малих компаній). Отже, цей індекс включає більшість звичайних акцій та REIT, які торгуються насамперед через Нью-Йоркську фондову біржу, NASDAQ або Американську фондову біржу. Обмежені товариства та ADR не включені в індекс. Індекс можна відстежити, дотримуючись тікер ^W5000.

## Історія
Wilshire 5000 Total Market Index був створений компанією Wilshire Associates у 1974 році, назвавши його за приблизною кількістю акцій, які він включав на той час. У квітні 2004 року він був перейменований на «Dow Jones Wilshire 5000» після того, як компанія Dow Jones & Company взяла на себе відповідальність за його розрахунок та підтримку. 31 березня 2009 року партнерство з Dow Jones було припинено і індекс повернувся до Wilshire Associates.
Базове значення індексу становило 1404,60 пунктів на базову дату 31 грудня 1980 року, коли загальна ринкова капіталізація індексу становила 1 404,596 мільярдів доларів США. На ту дату кожна зміна індексу на один індексний пункт дорівнювала 1 мільярду доларів. Однак коригування дільника індексу внаслідок корпоративних дій та зміни складу індексу з часом змінили співвідношення, так що до 2005 року кожен пункт індексу відображав зміну загальної ринкової капіталізації індексу приблизно на 1,2 мільярда доларів.
Менш ніж за двадцять років з моменту заснування індекс збільшився вдесятеро, досягнувши 24 березня 2000 року рекордного для 20-го століття рівня закриття у 14 751,64 пункти, який не буде перевершений до 20 лютого 2007 року. Гіпотетична інвестиція в індекс Wilshire 5000, зроблена на піку 2000 року з подальшою реінвестицією дивідендів, не стала прибутковою на момент закриття до 3 жовтня 2006 року.
20 квітня 2007 року індекс вперше закрився вище 15 000. Того дня S&P 500 все ще був на кілька відсоткових пунктів нижче свого максимуму в березні 2000 року, оскільки емісії з невеликою капіталізацією, відсутні в S&P 500 і включені в Wilshire 5000, перевершили емісії з великою капіталізацією, які домінують в S&P 500 під час циклічного «бичачого» ринку. Індекс досяг свого історичного максимуму 9 жовтня 2007 року на рівні 15 806,69 пунктів, безпосередньо перед початком Великої рецесії та пов'язаної з нею фінансової кризи 2007—2008 років.
З кінця 2007 року переростання проблем з субстандартним кредитуванням у ширшу фінансову кризу занурило Сполучені Штати у новий ведмежий ринок, який прискорився, починаючи з 15 вересня 2008 року. 8 жовтня індекс Wilshire 5000 закрився нижче 10 000 вперше з 2003 року. Індекс продовжив падіння до 13-річного мінімуму, досягнувши дна у 6 858,43 пунктів 9 березня 2009 року, що означало втрату близько 10,9 трильйонів доларів ринкової капіталізації від максимумів 2007 року.
За перші 11 місяців 2009 року ринкова вартість Wilshire 5000 зросла приблизно на 2,5 трильйона доларів, а індекс піднявся на 2 105 пунктів. Таким чином, станом на листопад 2009 року кожен пункт індексу становив близько 1,2 мільярда доларів ринкової вартості.
Індекс досягнув нового найвищого річного значення 31 грудня 2012 року, що на кілька відсотків перевищило значення 1999 та 2007 років, але не зміг перевищити рівень 15 000 (після його досягнення протягом дня) менш ніж на 5 пунктів, закрившись на позначці 14 995,11 пунктів. Однак у короткостроковій перспективі він продовжував зростати так, що 8 лютого 2013 року індекс вперше перевищив позначку 16 000 пунктів. Це був перший з чотирьох 1000-пунктових рубежів, які індекс досяг у 2013 році, оскільки 3 травня індекс вперше перевищив позначку 17 000, 1 серпня — 18 000, а 14 листопада — 19 000. Індекс Wilshire 5000 завершив 2013 рік на рекордно високому рівні, закінчивши торгову сесію 31 грудня 2013 року на позначці 19 706,03 пунктів.